# Cretocateres mongolicus
Cretocateres mongolicus là một loài bọ cánh cứng trong họ Trogossitidae. Loài này được Ponomarenko miêu tả khoa học năm 1986.